# Rumba catalana
La rumba catalana es un género musical de Cataluña que desarrolla la comunidad gitana y andaluza en la ciudad de Barcelona desde mediados de los años 1950, tomando ritmos que derivan de la rumba flamenca con influencias de música cubana y rock & roll.
Nació en las comunidades de gitanos andaluces catalanes del barrio de Gracia, calle de la Cera de El Raval y Hostafrancs. La comunidad gitana de estos barrios tiene un asentamiento histórico, como las que se asientan en Vich, Tárrega, Lérida, Perpiñán, la Camarga y decenas de localidades del sur de Francia.
El género se fundamenta en una fusión de cantes catalano-andaluces de aire liviano con las claves básicas de la música 
afrocubana. Sus señas antropométricas, ritmo de 4/4, patrones del son y la guaracha. Instrumentalmente acompaña voces y palmas con guitarra española, bongós, güiro, a los que más tarde se incorporan timbales, congas, pequeñas percusiones, piano, vientos, bajo eléctrico y teclados electrónicos.
Los tres artistas que dan relieve y marcan el género desde sus inicios en Barcelona son: Antonio González alias «El Pescaílla», Peret, y José María Valentí «Chacho», seguidos posteriormente con gran popularidad por el dúo Los Amaya, Las Grecas y el trío de Rumba Tres. En la década de 1970, el Gato Pérez redescubre la rumba catalana, abriendo una nueva época en el género y pasando a formar parte de su historia con sus creaciones musicales y sus letras de temática social, en las que acerca más el género a la salsa y el jazz.
Ya en las décadas de 1980 y 1990 hay una retroalimentación con la rumba vallecana donde artistas como Los Chichos, Azúcar Moreno o Los Chunguitos serán los principales referentes y donde estos mezclan la rumba con temáticas suburbiales y marginales. También Los Manolos y sobre todo Gipsy Kings a nivel internacional vuelven a dar nuevos bríos a la rumba catalana durante el mismo período.
Es a finales de los 90 cuando la rumba catalana da otra vuelta de tuerca, acogiendo diversas influencias musicales. Grupos como Ai, ai, ai o Sabor de Gracia mantienen el sabor más tradicional y aflamencado; sin embargo otras bandas (Estopa, La cabra mecánica, Ojos de Brujo, Melendi, o Dusminguet), comienzan a fusionar la rumba con todo tipo de estilos de influencia afrodescendiente como reggae, swing y ska, e incluyen ritmos latinos como la cumbia, dando lugar a lo que ahora se denomina rumba fusión. Esta metamorfosis se debe, en parte, a la huella que deja el eclecticismo del músico franco-español Manu Chao y su banda Mano Negra en la cultura musical barcelonesa y del resto de España.
En este subgénero, se ve influenciado también por el Nuevo Flamenco (véase Kiko Veneno, Pata Negra, Mártires del Compás), destacan grupos catalanes como La Familia Rústika, Muchachito Bombo Infierno, La Troba Kung-fú, Bonobos Música, La Pegatina, Bongo Botrako, Txarango, La Banda del Panda o Vergüenza Ajena. También se pueden encontrar grupos madrileños de gran calidad que se mueven en la escena rumbera actual: ese es el caso de Canteca de Macao, Alpargata o Antonio el Turuta.
Asimismo, otros artistas recientes han recogido influencias de la rumba, pero con una visión más pop. Óscar Casañas, El Chinchilla o Joan Miquel Oliver son algunos ejemplos.